# Parada de Rubiales
Parada de Rubiales – gmina w Hiszpanii, w prowincji Salamanka, w Kastylii i León, o powierzchni 31,59 km². W 2011 roku gmina liczyła 309 mieszkańców.